# نوریا لاگوسترا ویوس
 نوریا لاگوسترا ویوس (اسپانیایی: Nuria Llagostera Vives‎؛ زاده ۱۶ مهٔ ۱۹۸۰) یک تنیس‌باز اهل اسپانیا است.